# Herpy-l'Arlésienne
 Herpy-l'Arlésienne  es una población y comuna francesa, en la región de Champaña-Ardenas, departamento de Ardenas, en el distrito de Rethel y cantón de Château-Porcien.

## Demografía
| 199 | 181 | 139 | 161 | 158 | 155 |
| Para los censos de 1962 a 1999 la población legal corresponde a la población sin duplicidades (Fuente: INSEE [Consultar]) |     |     |     |     |     |